# Декань Олексій Іванович
Олексі́й Іва́нович Дека́нь (нар. 28 березня 1983, м. Полтава) — український письменник-фантаст, за професією дизайнер, перекладач, сценарист, підприємець. Пише книжки українською, та англійською мовами.

## Життєпис
Автор працює в різних літературних жанрах, таких як трилер, містика, наукова фантастика, фентезі, детектив. Також пише та ілюструє книжки для дітей. Кілька років був солістом рок-гурту Sarah Said.
З-під пера автора вийшли романи «Коріння Всесвіту», «Алфавіт для Андроїда», «Силуети — Проект Kinesis», фентезійний цикл «Нурлінський літопис», та поетична збірка «Уламки кривого дзеркала». Співавтор серії книг «Притчі XXI століття», співавтор збірок «Гіркі сливи» та «Тонка Грань».
Веде активну роботу над іншими літературними проектами та пише сценарії до кінофільмів. Із дружиною та двома синами мешкає у Харкові.
3 2015 року є одним із засновників літературного конкурсу «Притчі XXI століття», видавництва «Книгоноша». Разом з іншими письменниками, такими як Володимир Імакаєв, та Анатолій Шкарін, Олексій є членом журі, упорядником та співавтором збірки оповідань. В 2016 році вийшла перша міжавторська збірка серії «Пташка».
В 2017 році став Переможцем Літературного конкурсу імені Джона Буньяна. Журі, до складу якого входять українські письменники — Юрій Вавринюк, Надійка Гербіш та Богдан Галюк, визначили Олексія Деканя з його оповіданням «Гіркі сливи» переможцем.
Також в 2017 вийшла перша аудіокнига автора  на роман «Силуэти».
На початку 2018 в видавництві «Брайт Букс» вийшов новий фантастичний роман автора українською мовою «Коріння Всесвіту». Це сучасна українська хроноопера, космічна Одіссея, містичний трилер та історичний детектив.
2019 у видавництві Перун було надруковано збірку «Алфавіт для Андроїда»
2020 було надруковано лімітований наклад технофентезі «Нурлінь»
2021 Видавництвом ТуТ була видана містична мешап повість за мотивами твору Івана Нечуя-Левицького «Кайдашева Сім'я проти зомбі». Книга стала проривом на Comic Con Ukraine в 2021. Та потрапила у списки українських бестселерів 2022. Отримала декілька перевидань, здобула чималу популярність серед молоді, і заохотила юних читачів ще більше читати українську класику. Книга одразу вийшла в 2х альтернативних обкладинках, у авторському виконанні, та в оформленні художника Андрія Данковича, автора коміксу «МОР». Перший наклад книги був розпроданий лише за пару місяців після релізу.
2021 вийшла аудіоверсія книги «Алфавіт для Андроїда» для платформи АБУК.
2022 видавництво ТуТ друкує оновленне видання книги «Алфавіт для анроїда 2.0 , та перший том трилогії технофентезі «Нурлінь. Длань Еміхола» На АБУК виходить аудіоверсія книги «Кайдашева Сім'я проти зомбі», та «Коріння всесвіту» текст читає Сергій Левчук.
2023, Письменник Мартин Якуб ініціює міжавторську збірку ЙБН БЛД РСН, в яку входять більше 60ти текстів українських авторів, пов'язаних з широкомаштабною агресією Російської Федерації проти України. В цю збірку також входить і текст Олексія Деканя.
В цьому ж році Олексій створює благодійну збірку «Тиша». Оповідання, вірші, есе. Метою проекту є збір кошті на підтримку ЗСУ.
2024 на Амазон виходять декілька книг автора англійською мовою: «Kaydash Family vs Zombies», та  «Sunny Zack - And the Land of Super Smiles»
В 2025 виходить одразу декілька книг автора у видавництві Богдан: «Кайдашева сім’я проти униг пирів», яка одразу потрапляє в топ 5 бестселлерів видавництва на Книжковому Арсеналі.  Також друкується перевидання 2х книг автора в жанрі НФ під тайтлом «Хроніки ШІ». Видовництво Книгоноша перевидає книгу автора «31 фантастичний вечір з Посланням до галатів»

### Соціальна та громадська діяльність
Щороку, в різних містах України, проводить семінари, майстер-класи та дискусії на тему художньої літератури, фантастики, та письменницької майстерності. Э частим відвідувачем Книжкового Арсеналу та Львівського Форуму.
3 2002 по 2014 ніс місіонерське служіння в християнській громаді «Церква Голгофи» у містах Полтава та Харків. Де займався музичним служінням, працював із молоддю та перекладом з англійської.
Декілька років працював над створенням соціального літературного проекту про дітей, які мають певні особливості в розвитку. В 2017, при сприянні та консультаціях експертів, автором була написана та проілюстрована перша книга із цієї серії, під назвою «Сонячний Зак в країні усмішок». У книзі розповідається про дітей з синдромом Дауна, аутизмом та ДЦП. Мета проекту — навчити дітей товаришувати з особливими дітками, від яких часто суспільство намагається відгородитися. В 2024 вихрдить англомовне видання цієї книги під зазвою «Sunny Zack - And the Land of Super Smiles»
З 2022 під час повномасштабного вторгнення Росії в Україну Олексій служить пастором в євангельській церкві,та волонтером в Благодійному Фонді "Жива Вода", займається доставкою гуманітарних вантажів, працює з вимушеними переселенцями і співпрацює з іноземними командами волонтерів в якості перекладача.

## Нагороди
- 2015 — Upwork Best Freelancers and Agency Awards. Лауреат премії «Дизайн та креатив»
- 2017 — Переможець літературного конкурсу ім. Джона Буньяна
- 2018 — Срібний призер літературного конкурсу «Зоряна фортеця» — «Сімбіоз»[9]

## Висловлювання про творчість Декань О. І
|  | Українські автори до того знахабніли, що вже замахуються на зовсім провокативні жанри: Олексій Декань - найпомітніший автор вітчизняного мешапу. Для мене поява цього жанру є свідченням, що наша література набуває повноти. Сподіваюся, невдовзі з’явиться ще й екранізація цієї книги. |

Ростислав Семків - про серію «МЕШАП»
|  | Я коли читав цю книгу, в голові стирчала думка – «Чому? Карл, чому вона не з'явилася тоді, коли я ходив до школи?» Такі експерименти, нові для нас, але досить звичні для західної культури, роблять нашу класику привабливою для ширшої авдиторії. І що цікаво: автентичність, колорит, ба навіть сюжетні ходи оригінального твору автору вдалося зберегти. Тому цілком уявляю перелякані очі вчительки укрліт, якій учні будуть переповідати саме цей варіант «Кайдашевої сім'ї». |

Мартин Якуб - про «Кайдашева Сім'я проти зомбі»
|  | Поява мешапів — знак здорового інтересу до своєї класики. А мало який твір української літератури виглядає настільки органічно в оточенні зомбі та інших химерій постінформаційного світу, як «Кайдашева сім’я». І Олексій Декань це чудово розуміє. |

Остап Українець - про «Кайдашева Сім'я проти зомбі»
|  | На цю книжку однозначно варто звернути увагу поціновувачам фантастики, та просто людям, яким сподобались "Чорне дзеркало" і "Любов, смерть, роботи"! Власне, в останній екранізація парочка оповідань звідси вписалася ідеально. Написано дуже яскраво, соковито, живо, динамічно та цікаво. Той випадок, коли не просто читаєш, а саме бачиш перед очима кожен рядок об'ємними картинками. Це той рівень авторської майстерності, якому гріх не поаплодувати. |

Ольга Мігель - про «Алфавіт для андроїда»
|  | У книжці є Космос! Ах, як не вистачає українській літературі Космосу!.. Воно, звісно, обивателю цікавіше читати про футбол, чи про корупцію, чи про нещасних заробітчанок, але ж, як показав Майдан, кількість пасіонаріїв в Україні перевищує цей показник у середньому по земній кулі. А пасіонаріям про футбол нецікаво. Нам про Космос давай, про майбутнє людства, про можливі варіанти розвитку нашого суспільства та його елементів, цебто нас із вами. |

Радій Радутний - про «Коріння всесвіту»
|  | Чому ми любимо казки? Та тому, що хоч і розуміємо, що світ — вигаданий і герої не справжні, а от характери в них живі і змушують нас, на деякий час забувши про буденне, перенестись в чарівний, дивовижний світ. Нова книга Олексія Деканя “Сокіл-реготун” — саме така історія. Вона не просто дозволить поринути в казку, сповнену іронії та різнобічних персонажів, а й допоможе винести дюжину важливих життєвих істин, що стануть у пригоді навіть у нашій реальності. |

Володимир Імакаєв - про «Нурлінь»
|  | Гостросюжетна казка в стилі Джорджа Макдональда, приправлена мандрівками в ключі Жюля Верна та присмачена детективним сюжетом. автор намагається створити власний міф, єдиний у своєму роді, з оригінальною передісторією та несподіваним закінченням. У цьому йому допомагало, окрім бурхливої фантазії, гарне почуття гумору та здоровий дух авантюризму. |

Сергій Грищук - про «Нурлінь»
|  | У своєму новому творі Олексій спробував спрогнозувати філософію стосунків людини та штучного інтелекту. Погодьтеся, на тлі стрімкого розвитку комп'ютерних технологій сьогодення це вже не фантастика. Історія, створена Олексієм, здалася мені не схожою на все, що я читав до цього часу. Мабуть, через те, що „Коріння Всесвіту“ — це гармонійний симбіоз різних жанрів, витканий цікавою та змістовною мовою, під час занурення в який непередбаченість на кожній сторінці стає справжньою пригодою та подарунком від автора. |

Анатолій Шкарін - про «Коріння всесвіту»
|  | Олексій Декань створив справжню Біблію для андроїдів. Коли у них пробудиться інтелект, вони обов'язково внесуть цю книжку до свого списку Священних Апокрифів. |

Олег Шинкаренко - про «Алфавіт для Андроїда»
|  | Повість Олексія Деканя «Кайдашева сім’я vs зомбі» — це справжня містика, приправлена добрим горором і щедро розбавлена нашою історією. Кохання, боротьба і самопожертва — ось про що ця книга. Рекомендую! |

Роман Онищенко - про «Кайдашева Сім'я проти зомбі»

## Відео- та аудіозаписи
- КАЙДАШЕВА СІМ'Я ПРОТИ ЗОМБІ: що таке мешап?
- Аль Мор. Українські фентезі світи
- Літеранкова кава. Олексій Декань
- Олексій Декань. Чугункон 2020 - семінар
- Твій ранок. Літеранок. Алфавіт для андроіда
- Відеоогляд від Фантастика UA на «Коріння Всесвіту»
- Відеоогляд від Imagination на книгу «Коріння Всесвіту»
- Відеоогляд від Gulbanu Bibicheva на «Коріння Всесвіту»
- Відеоогляд від Robert Menus на «Коріння Всесвіту»
- Відеоогляд від Літеранок UA: Харків на «Коріння Всесвіту»
- Відеоогляд від Дені Шоу «Сонячний Зак в країні усмішок »
- Відеоогляд від A Woman Who Reads на «Коріння Всесвіту»
- Відео з презентації «Коріння всесвіту» в Книгарні «Є»
- Аудіозапис інтерв'ю на Радіо Марія [Архівовано 20 серпня 2018 у Wayback Machine.]
- Аудіозапис інтерв'ю на ТМР радіо [Архівовано 19 листопада 2017 у Wayback Machine.]
- Відео інтерв'ю, Світле-Радіо
- Відео інтерв'ю, equalibra
- Відео сюжет, презентація збірки Гіркі сливи, канал СНЛ
- Відео з презентації збірки «Птиця»
- Виступ рок-гурту «Serah Said»
- Аудіокнига «Алфавіт для анроїда» на АБУК